# Norra Gåstjärnen, Dalarna
Norra Gåstjärnen är en sjö i Ludvika kommun i Dalarna och ingår i Norrströms huvudavrinningsområde.